# Іван Педросо
Іван Лазаро Педроса Солер (ісп. Iván Lázaro Pedroso Soler; нар. 17 грудня 1972, Гавана, Куба) — кубинський стрибун у довжину. Олімпійський чемпіон, чотириразовий чемпіон світу.

## Біографія
Педросо починав займатися легкою атлетикою як бігун на середні дистанції. Однак згодом, на одному зі шкільних легкоатлетичних змагань, неабиякий потенціал Івана саме як стрибуна помітив Мілан Матос (колишній кубинський стрибун у довжину, а на той час тренер). Для подальших тренувань Педросо поїхав слідом за тренером до Сантьяго-де-Куба.
Дебют на міжнародній арені відбувався у рідному місті Івана Гавані, на юніорському чемпіонаті Центральної Америки та Карибів 1990 року. У змаганнях спортсменів, вік яких не перевищує 20 років, Педросо, котрому на той момент було лише 17, виборов друге місце з результатом 7,74 м. Першим зарубіжним стартом для атлета став юніорський (не старше 19 років) легкоатлетичний чемпіонат світу, котрий відбувся влітку 1990 року в болгарському місті Пловдів. Починаючи з 1991 року кубинець виступав лише на дорослих змаганнях.

### Олімпійські ігри
В своїй першій Олімпіаді Іван взяв участь коли йому не було і 20-ти. Однак це не завадило Педросо потрапити до фіналу змагань і посісти там 4-ту сходинку, поступившись лише американцям: Карлу Льюїсу, Майку Пауеллу та Джо Гріну.
Через чотири роки, кубинець розглядався як один з фаворитів ігор в Атланті, оскільки був на той час діючим чемпіоном світу та закінчив сезон 1995 року з найкращим результатом серед усіх атлетів (8,71 м). Однак травма отримана на початку березня 1996-го не дала змоги належним чином підготуватия до головного старту чотириріччя. І хоча до фіналу Іван все ж пробився, однак у підсумку посів лише 12-ту позицію з результатом 7,75 м.
На сіднейську Олімпіаду Педросо прибув як головний фаворит турніру стрибунів у довжину. І він таки здобув перемогу, однак для цього мусив проявити не тільки свій талант, але й психологічну стійкість. Оскільки перед останньою спробою він поступався господарю змагань Джею Таурімі, котрий у своїй п’ятій спробі встановив новий рекорд континенту (Австралія і Океанія). Однак в останньому стрибку Педросо показав результат 8,55 м, що дозволило йому здобути золоту медаль.

### Чемпіонати світу
Першим світовим чемпіонатом для Педросо став турнір в Штутгарті. Іван пробився до фіналу змагань з другим результатом в кваліфікації, однак в самому фіналі через травму не виконав жодної залікової спроби.
Наступні чотири чемпіонати світу стали переможними для кубинця. Особливо відчутною перевага над конкурентами була у Гетеборзі, коли Івану вдалася спроба на 8,70 м.
На останньому для себе чемпіонаті світу, що проходив у Парижі в 2003-му, Педросо був у списках учасників змагань. Однак через травму він не зміг виконати жодної залікової спроби навіть у кваліфікації.

### Інші змагання
Першим серйозним досягненням на дорослому рівні для Івана став виграш бронзової нагороди на Панамериканських іграх 1991 року, котрі відбувалися в Гавані. В подальшому Педросо тричі поспіль ставав переможцем даних змагань (у 1995, 1999 та 2003 роках). Останнім значущим турніром для атлета теж стали Панамериканські ігри. У 2007 році Івану не вистачило кількох сантиметрів аби піднятися на п’єдестал пошани: з результатом 7,86 метра він залишився 4-им.
Також кубинець двічі брав участь у кубку світу: в 1998-му – переміг, у 2002-му – виборов срібло.

### Незарахований рекорд
У 1995 році, на змаганнях у високогірному Сестрієре, Педросо стрибнув на 8,96 м, що перевершує світовий рекорд на один сантиметр. Однак даний результат не був зараховий, оскільки показник анемометра був визнаний недійсним.

### Тренерська діяльність
Наприкінці сезону 2010 року французький стрибун потрійним Тедді Тамго оголосив, що його новим тренером стане Іван Педросо. У серпні 2013-го на чемпіонаті світу в Москві Тедді став третім в історії легкої атлетики спортсменом (після Джонатана Едвардса та Кенні Геррісона), котрий зумів стрибнути далі 18 метрів.